# Dante Liano
Dante José Liano Quezada (Chimaltenango, 1948) es un escritor y crítico literario guatemalteco, ganador del Premio Nacional de Literatura de Guatemala en 1991 y finalista del Premio Herralde de Novela en 1987 y 2002.

## Historia de Dante Liano...
Licenciado en Letras por la Universidad de San Carlos en el año 1973, se gradúa en Literatura en la Universidad de Florencia, Italia, cuatro años después. La situación política en Guatemala, que vive en esos años el punto máximo de represión,  le obligará a permanecer en Italia desde 1980. Enseñó Lengua Española en la Universidad de Bolonia, Lengua y literatura española en las Universidades de Feltre y Brescia, Literatura Hispanoamericana en la Universidad de Milán y actualmente reside en Milán, donde es catedrático de Literatura Española y Literatura Hispanoamericana en la Università Cattolica del Sacro Cuore. Visita frecuentemente su país de origen.

## Obra publicada
Estudios académicos:
- "Literatura y funcionalidad cultural en Fray Diego de Landa. Con un'antologia di testi" Roma, Bulzoni, 1988.
- "La prosa española en la América de la Colonia", Roma, Bulzoni, 1992.
- "Edizione filologica e coordinazione dell'edizione critica di Rafael Arévalo Martínez, El hombre que parecía un caballo", París-Roma-Madrid, Colección Archivos de la literatura latinoamericana, 1997.
- "Visión crítica de la literatura guatemalteca", Guatemala, Editorial Universitaria, 1998.
- "Studio introduttivo di Miguel Ángel Asturias, La arquitectura de la vida nueva", Roma, Bulzoni, 1999, pp. 9-51.
- "Valle-Inclán: los sitios de la imaginación (El espacio en Tirano Banderas)" en Studi dell'Istituto Linguistico, VI/1983, Università degli Studi di Firenze, Facoltà di Economia e Commercio, Pacini Editori, Pisa.
- "Notas sobre la palabra 'ladino'" en Guatemala, en África, América, Asia, Australia, Consiglio Nazionale delle Ricerche, Gruppo Nazionale di Coordinamento per lo studio delle culture letterarie dei paesi emergenti, Roma, Bulzoni, 1985.
- "El problema del héroe en Tirano Banderas", en Quaderni Ibero-Americani, n. 57-58, Torino, 1986.
- "Las transacciones semánticas en un fragmento de Hombres de maíz", en Studi di letteratura Ispano-Americana,n. 18, Milano, Cisalpino-Goliardica, 1986.
- "La obsesión histórica en Arturo Arias", en AA.VV. Cambios estéticos y nuevos proyectos culturales en Centroamérica, Edición e introducción por Amelia Mondragón, Literal Books, Washington, 1994.
- "Augusto Monterroso", in Dictionary of Literary Bibliography, Vol 145: Modern Latin American Fiction Writers, 2nd. session, Detroit-Washington-London, A Bruccoli Clark Layman Book, 1994.
- "Cardoza y Asturias", en R. di Prisco, A. Scocozza (coord.) Literatura y política en América Latina, Actas del Congreso, Salerno 6-8 de mayo de 1993, Caracas, Ediciones La Casa de Bello, 1995.
- "Sobre El tiempo principia en Xibalbá", de Luis de Lion, in USAC, Revista de la Universidad de San Carlos, Guatemala, Universidad de San Carlos de Guatemala, n. 1, ene. 1995.
- "La importancia de llamarse Tito", in USAC, Revista de la Universidad de San Carlos, Guatemala, Universidad de San Carlos de Guatemala, n. 4, oct-dic 1995.
- "La marginalidad integrada de Rafael Arévalo Martínez", Un lume nella notte. Studi di iberistica che allievi e amici dedicano a Giuseppe Bellini. A cura di Silvana Serafín, Roma, Bulzoni, 1997.
- "La vida no vale nada", Studi di letteratura ispano-americana, n.8, Roma, Bulzoni, 1999, pp. 133-146.
- "Vida nueva, nación nueva: indígenas y ladinos en Asturias", 1899/1999. Vida, obra y herencia de Miguel Ángel Asturias, Catálogo de la Exposición Organizada por la UNESCO y la Colección Archivos, París, Colección Archivos, 1999.
- "I, Rigoberta Menchú?", Hopscotch, n. 1.3, Duke University Press, 1

Obra literaria:
- El lugar de su quietud (1989)
- El hombre de Montserrat (1994)
- El misterio de San Andrés   (1996)
- La vida insensata (1987, cuentos)
- Jornadas y otros cuentos (1978, cuentos)
- El hijo de casa (2002)
- Pequeña historia de viajes, amores e italianos (2008)
- Cuentos completos (2008)